# Verdi Federalisti
I Verdi Federalisti erano un partito ambientalista e d'ispirazione cattolica, presente alle elezioni politiche del 1992, del 1994 e del 2006, inframmezzate da alcune discontinue partecipazioni alle consultazioni amministrative.

## Storia
All'inizio del 1992, i Verdi Federalisti uscirono polemicamente dalla Federazione dei Verdi, contestando soprattutto la fusione con i Verdi Arcobaleno, al cui interno vi era l'inaccettabile presenza di ex demoproletari.
L'esordio alle elezioni politiche avvenne nel 1992, quando si presentarono in diverse circoscrizioni senza ottenere eletti.
Nel 1994 si presentarono solo nel Lazio, in un solo collegio uninominale della Camera e in tutti i collegi del Senato. Il risultato del Senato su base regionale fu il 3,23% dei voti, insufficiente ad eleggere senatori a causa della legge elettorale maggioritaria.
Negli anni successivi non compare più la dicitura dei Verdi Federalisti in un'elezione nazionale: essi si federano coi Cristiani Democratici Uniti, ma l'accordo di conclude nel 2002 quando i CFU confluiscono nell'Unione dei Democratici Cristiani e dei Democratici di Centro (UDC).
Alle europee 2004 riescono a presentare liste comuni con i Verdi Verdi in tutta Italia senza raccogliere una firma, usando denominazione e logo della lista civetta Abolizione Scorporo (creata dalla coalizione di centrodestra in occasione delle precedenti elezioni politiche per aggirare il meccanismo dello scorporo previsto dal Mattarellum). L'opposizione a tale espediente sollevata in Senato e alla Camera non impedì tuttavia la presenza della lista nella competizione elettorale. I risultati della lista comune alle elezioni europee furono in ogni caso molto modesti, ottenendo meno di 160 000 voti, pari allo 0,49%.
Dopo le elezioni, si decise di avviare un coordinamento tra i Verdi Federalisti e i Verdi Verdi di Maurizio Lupi.
Il 10 febbraio 2005 nasce alla Camera dei deputati una nuova componente nel gruppo misto denominata Ecologisti Democratici che raccoglie i Verdi Federalisti, i Verdi Verdi e la Democrazia Cristiana per le Autonomie, per iniziativa di alcuni deputati fuoriusciti dall'UDC di Follini.
Nel 2005 partecipano alle elezioni regionali all'interno della Democrazia Cristiana per le Autonomie.
Alle elezioni politiche del 2006 i Verdi Verdi e i Verdi Federalisti ripresentano il simbolo delle europee, ma stavolta viene bocciato della Corte di cassazione (dopo che il Ministero dell'interno aveva acconsentito la presentazione dei Verdi Verdi perché già presente alle Europee con la stessa denominazione). Il simbolo viene così sostituito con l'orso che ride e saluta dei Verdi Verdi mentre il nome del partito viene sostituito con la dicitura L'Ambienta-Lista - Ecologisti Democratici. Dopo l'infruttuoso appuntamento elettorale, il partito si dissolse nel nulla.

## Risultati elettorali
| Elezione                                 | Elezione | Voti    | %    | Seggi |
| ---------------------------------------- | -------- | ------- | ---- | ----- |
| Politiche 1992                           | Camera   | 42.884  | 0,11 | -     |
| Senato                                   | 47.051   | 0,14    | -    |       |
| Politiche 1994                           | Senato   | 100.418 | 0,30 | -     |
| Europee 2004 (lista Abolizione Scorporo) | 158.988  | 0,49    | -    |       |
| Politiche 2006 (Ambienta-Lista)          | Camera   | 17.145  | 0,04 | -     |
| Senato                                   | 36.458   | 0,11    | -    |       |